# یوژویکوو
یوژویکوو (به لهستانی:  Jóźwików) یک روستا در لهستان است که در گمینا رادوشتسه واقع شده‌است.
 یوژویکوو  ۱۵۰ نفر جمعیت دارد.